# El Austral de Osorno
El Austral de Osorno (anteriormente denominado El Diario Austral de Osorno) es un periódico chileno, de carácter local, editado en la ciudad de Osorno, en la X Región de Los Lagos. Es editado por la Sociedad Periodística Araucanía S.A., perteneciente al Grupo de Diarios Regionales de El Mercurio S.A.P..
El periódico abarca principalmente noticias de Osorno y sus comunas circudantes, aunque su ámbito de distribución es provincial, con lo que posee presencia en Osorno, San Pablo, San Juan de la Costa, Puyehue, Río Negro, Purranque y Puerto Octay.
Al igual que los demás periódicos pertenecientes a El Mercurio, El Austral de Osorno es miembro de la Asociación Nacional de la Prensa y la Sociedad Interamericana de Prensa.

## Historia
El Diario Austral de Osorno publicó su primera edición el domingo 7 de noviembre de 1982, como parte de la expansión de El Diario Austral de Temuco hacia las ciudades de Valdivia y Osorno. En su primer ejemplar aparecía el titular "Porque Osorno siempre es noticia!... aquí está su diario" junto a un dibujo del volcán Osorno, que en los años siguientes se convertiría en el logotipo del periódico. Su primer director fue Alfonso Castagneto.
En noviembre de 1988 el periódico trasladó sus oficinas ubicadas en la plazuela Yungay a su actual ubicación en la calle O'Higgins.
En 2005 El Diario Austral de Osorno inicia su incursión en la radio con la creación de la señal local de Digital FM en Osorno. En abril de 2007 realiza lo mismo con Radio Positiva. En 2009, siguiendo los pasos de la edición de Temuco, El Diario Austral de Osorno cambió su nombre a El Austral. Su nuevo eslogan pasó a ser "El diario de Osorno".
El 22 de julio de 2011 El Austral de Osorno estrenó un nuevo formato, pasando del tamaño tabloide al berlinés, y estrenando un nuevo logotipo.